# Босна и Херцеговина на Светском првенству у атлетици на отвореном 2013.
Босна и Херцеговина је на Светском првенству у атлетици на отвореном 2013. одржаном у Москви од 10. до 18. августа, учествовала 11. пут под овим именом, са двојицом бацача кугле.
На овом првенству Босна и Херцеговина није освојила ниједну медаљу. Није било нових националних, личних и рекорда сезоне.

## Учесници
Мушкарци:
- Хамза Алић — Бацање кугле, АК Зеница из Зенице
- Кемал Мешић — Бацање кугле, АК Сарајево из Сарајева

## Резултати

### Мушкарци
| Атлетичар   | Дисциплина   | Лични рекорд | Квалификације | Квалификације | Полуфинале | Полуфинале | Финале                | Финале  | Детаљи |
| Атлетичар   | Дисциплина   | Лични рекорд | Резултат      | Место         | Резултат   | Место      | Резултат              | Место   | Детаљи |
| ----------- | ------------ | ------------ | ------------- | ------------- | ---------- | ---------- | --------------------- | ------- | ------ |
| Хамза Алић  | Бацање кугле | 20,73        | 19,18         | 10 у гр. Б    |            |            | Нису се квалификовали | 19 / 29 |        |
| Кемал Мешић | Бацање кугле | 20,71        | 18,98         | 11 у гр. А    | 22 / 29    |            | Нису се квалификовали |         |        |